# Sveti Jurij ob Ščavnici
Sveti Jurij ob Ščavnici este o localitate din comuna Sveti Jurij ob Ščavnici, Slovenia, cu o populație de 206 locuitori.